# Amazing (Banaroo-Album)
Amazing ist das dritte Studioalbum der ehemaligen deutschen Dance-Pop-Gruppe Banaroo. Es wurde am 24. März 2006 herausgegeben und in Österreich mit Gold ausgezeichnet. Es konnte sich mehr als 10.000 mal absetzen.

## Titelliste
| #   | Titel | Dauer |
| --- | --- | ----- |
| 1.  | „Uh Mamma“ (Single-Version) Carsten Wegener, Timo Hohnholz                                                      | 3:14  |
| 2.  | „Bana Me Bana You“ Carsten Wegener, Timo Hohnholz                                                               | 3:21  |
| 3.  | „Sailor Dance“ Mary S. Applegate, Mike Linceton                                                                 | 3:33  |
| 4.  | „Bang Bang Boomerang“ Carsten Wegener, Timo Hohnholz                                                            | 3:13  |
| 5.  | „Be My Boyfriend“ Dieter Bohlen                                                                                 | 3:34  |
| 6.  | „Can’t Get You Out of My Mind“ Didi Hamann, Astrid Lange                                                        | 3:48  |
| 7.  | „Miss Your Kiss“ Christian Geller                                                                               | 3:21  |
| 8.  | „Sing and Move (La La La Laaaa)“ (Single-Version) Holger Obenaus, Boris Schmidt, Norbert Zucker, Cynthia Newman | 3:48  |
| 9.  | „Circles“ Niko Tonidis, Fabian Marx, Tom Ströbele, Uwe Sessler, Uli Wenzel                                      | 3:29  |
| 10. | „Heya Comanchero“ Mary S. Applegate, Mike Linceton                                                              | 4:22  |
| 11. | „America“ Carsten Wegener                                                                                       | 3:25  |
| 12. | „Mamacita“ Mike Linceton, Bernd Meinunger                                                                       | 4:08  |
| 13. | „Uh Mamma“ (Video)                                                                                              | 3:14  |
| 14. | „Call Me, Beep Me!“ (Video)                                                                                     | 3:02  |

## Produktion
An der Erstellung von „Amazing“ waren mehrere Produzenten und Komponisten beteiligt. So wurden „Uh Mamma“, „Bana Me Bana You“ und „Bang Bang Boomerang“ von Carsten Wegener und Timo Hohnholz komponiert. Dieter Bohlen produzierte den Song „Be My Boyfriend“. Dietmar Hamann und Astrid Lange schrieben das Stück „Can’t Get You Out of My Mind“. Das Lied „Mamacita“ stammt aus der Feder von Mike Linceton und Bernd Meinunger. Bei „Circles“ waren fünf Komponisten am Werk. Diese waren Niko Tonidis, Fabian Marx, Tom Ströbele, Uwe Sessler und Uli Wenzel. Und auch für das als Single veröffentlichte Lied „Sing and Move (La La La Laaaa)“ wurden vier Songwriter verpflichtet. So schrieben Holger Obenaus, Boris Schmidt, Norbert Zucker und Cynthia Newman den Songtext. Christian Geller, der bereits für die Gruppe beFour alle vier Studioalben produzierte, war auch für das Lied „Miss Your Kiss“ verantwortlich. Carsten Wegener komponierte den Titel „America“. Für zwei der zwölf Lieder waren Mary S. Applegate und Mike Linceton verantwortlich. Diese waren die Stücke „Sailor Dance“ und „Heya Comanchero“.

## Singleauskopplungen

### Uh Mamma
Als erste Singleauskopplung des dritten Albums der Band erschien der Titel „Uh Mamma“ am 24. Februar 2006 in Deutschland, Österreich und in der Schweiz. Das Lied schaffte es in Deutschland auf Platz neun und hielt sich zwölf Wochen in den deutschen Singlecharts. In Österreich konnte sich „Uh Mamma“ auf Position drei behaupten. Der Song war 16 Wochen in den Hitlisten. In der Schweiz ging die Maxi-Single bis auf Platz elf und war elf Wochen lang in den Charts. Auf der Single des Liedes ist neben der Instrumental-Version auch das Bonuslied „Call Me, Beep Me!“ zu hören. Dies ist der Titelsong der Zeichentrickserie Kim Possible. Der Song wurde von Andrew George Gabriel und Cory Charles Lerios geschrieben und von Christian Geller produziert. Beim Dreh des Musikvideos führte Mark Feuerstake die Regie. Die Auftragsfirma ist die Mark Feuerstake Filmproduktion. Matthias Heuser war der Kameramann. Das Video wurde per Bluescreen-Technik in einem deutschen Studio gedreht.

### Sing and Move (La La La Laaaa)
Die nachfolgende Singleauskopplung aus dem Album war „Sing and Move (La La La Laaaa)“. Diese erschien am 2. Juni 2006 im deutschsprachigen Raum und platzierte sich in Deutschland auf Platz 58. Es konnte sich neun Wochen in den Charts halten. Das Stück platzierte sich in Österreich auf Rang 45 der Charts und konnte hier sieben Wochen verweilen. Platz 82 erreichte das produzierte Stück in der Schweiz. Es verschwand nach zwei Wochen aus der Hitparade. Die Regie beim Dreh des Clips führte Robert Bröllochs. Dieser Videodreh war eine Produktion aus dem Hause Camelot Filmproduktionen. Joe Dyer nahm alle Szenen auf, um die Beleuchtung beim Dreh war Guido Theis verantwortlich. Produzent des Videos ist Michael Bröllochs, Produktionsleiter Matthias Sperle. Gedreht wurde an einem Tag in Mannheim.

## Kommerzieller Erfolg

### Chartplatzierungen
| ChartsChartplatzierungen | Höchstplatzierung | Wochen |
| ------------------------ | ----------------- | ------ |
| Deutschland (GfK)        | 6 (16 Wo.)        | 16     |
| Österreich (Ö3)          | 2 (17 Wo.)        | 17     |
| Schweiz (IFPI)           | 25 (13 Wo.)       | 13     |

| ChartsJahrescharts (2006) | Platzierung |
| ------------------------- | ----------- |
| Deutschland (GfK)         | 69          |
| Österreich (Ö3)           | 39          |

### Auszeichnungen für Musikverkäufe
| Land/Region       | Auszeichnungen für Musikverkäufe (Land/Region, Auszeichnung, Verkäufe) | Verkäufe |
| ----------------- | ---------------------------------------------------------------------- | -------- |
| Österreich (IFPI) | Gold                                                                   | 10.000   |
| Insgesamt         | 1× Gold ·                                                              | 10.000   |